# Have Dreams, Will Travel
Have Dreams, Will Travel – amerykański film fabularny z 2007 roku w reżyserii Brada Isaacsa z AnnąSophią Robb i Caydenem Boydem w roli głównej.

## Opis fabuły
Film rozpoczyna się od narracji prowadzonej przez Bena (Cayden Boyd), który opowiada o swoim życiu w niekochającej się rodzinie, w której każdy zajęty jest tylko swoimi marzeniami. Jego życie zmienia się diametralnie, gdy w pobliżu zostaje znaleziona ciężko ranna w wyniku wypadku samochodowego Cassie (AnnaSophia Robb). Dziewczyna proponuje Benowi ucieczkę z domu do jej wujka w Baltimore. Zaczyna się długa podróż przez wiele stanów, która obfituje w wiele różnych przygód. Na początku trafiają do rolnika Hendersona, gdzie odbywa się ceremonia ich ślubu i trening Bena pod kątem posady miotacza w Major League. Później zatrzymuje ich policja, na co Cassie odpowiada kłamstwem o kłopotach z pęcherzem ojca, niestety dla podróżników samochód, który dziewczyna wskazała jako ich własny odjeżdża. Dzieci trafiają do aresztu, skąd uciekają po tym, jak Cassie symuluje atak padaczki i połknięcie języka. Niedaleko celu podróży ręka Cassie zaczyna puchnąć, Ben niepokojąc się o stan swojej "żony", znajduje lekarza. Gdy ten chce dzwonić po szeryfa, Ben odpowiada, że ich matka została aresztowana w Arizonie, a jedyną nadzieją dla nich, by uniknąć domu dziecka jest wyjazd do dziadków w Vermont. Już podczas pobytu u wujka Cass zaczyna zamykać się w sobie, co powoli zauważa Ben. Momentem zwrotnym staje się taniec z wujkiem, gdy dziewczyna zaczyna krzyczeć i wyrywać się, na końcu kładzie na podłodze i płacze. Zostaje zabrana do szpitala psychiatrycznego, a Ben trafia do szkoły wojskowej, jednak po półtorarocznej przerwie wraca do szpitala, z którego ucieka razem z Cass. Film kończy się scenami osadzonymi w przyszłości, w których pokazany jest Ben z Cass kilkanaście lat później, z dwójką dzieci obok, później razem idą plażą, a na samym końcu ukazany jest sam Ben, który jako narrator opowiada o bólu po stracie ukochanej osoby.

## Obsada
- Cayden Boyd jako Benjamin "Ben" Reynolds
- AnnaSophia Robb jako Cassie "Cass" Kennington
- Lara Flynn Boyle jako pani Reynolds
- Matthew Modine jako pan Reynolds
- Heather Graham jako ciocia Cassie
- Dylan McDermott jako wujek Cassie
- Val Kilmer jako Henderson
- Johny Cotugno jako hydraulik